# Víctor Ugarte
Víctor Agustín Ugarte, né le 5 mai 1926 et mort le 20 mars 1995, était un footballeur bolivien.

## Biographie
Víctor Ugarte fut le meilleur buteur de l'histoire de l'équipe de Bolivie pendant un demi-siècle avant d'être dépassé par Joaquín Botero, inscrivant 16 buts en 45 sélections entre 1947 et 1963. 
Il mena son pays à remporter son unique trophée international, la Copa América 1963, en marquant un doublé face au Brésil lors du dernier match (5-4). Un stade à Potosí porte son nom.

## Statistiques

### En sélection nationale
| Saison                | Sélection             | Phases finales        | Phases finales | Phases finales | Éliminatoires CDM | Éliminatoires CDM | Matchs amicaux | Matchs amicaux | Total | Total |
| Saison                | Sélection             | Compétition           | M              | B              | M                 | B                 | M              | B              | M     | B     |
| --------------------- | --------------------- | --------------------- | -------------- | -------------- | ----------------- | ----------------- | -------------- | -------------- | ----- | ----- |
| 1947-1948             | Bolivie               | Copa América 1947     | 6              | 0              | -                 | -                 | 1              | 0              | 7     | 0     |
| 1948-1949             | Bolivie               | Copa América 1949     | 7              | 6              | -                 | -                 | -              | -              | 7     | 6     |
| 1949-1950             | Bolivie               | Coupe du monde 1950   | 1              | 0              | -                 | -                 | 2              | 0              | 3     | 0     |
| 1952-1953             | Bolivie               | Copa América 1953     | 6              | 3              | -                 | -                 | -              | -              | 6     | 3     |
| 1956-1957             | Bolivie               | -                     | -              | -              | -                 | -                 | 4              | 4              | 4     | 4     |
| 1957-1958             | Bolivie               | -                     | -              | -              | 4                 | 0                 | -              | -              | 4     | 0     |
| 1958-1959             | Bolivie               | Copa América 1959     | 6              | 0              | -                 | -                 | -              | -              | 6     | 0     |
| 1962-1963             | Bolivie               | Copa América 1963     | 5              | 2              | -                 | -                 | 3              | 1              | 8     | 3     |
| Total sur la carrière | Total sur la carrière | Total sur la carrière | 31             | 11             | 4                 | 0                 | 10             | 5              | 45    | 16    |